# Woźniak
Woźniak (weibliche Form Woźniakowa) ist ein polnischer Familienname. 

## Namensträger
- Adam Woźniak (* 2002), polnischer Radsportler
- Aleksandra Wozniak (* 1987), kanadische Tennisspielerin
- Aleksandra Woźniak, polnische Schauspielerin
- Andrzej Woźniak, polnischer Fußballspieler
- Artur Woźniak, polnischer Fußballspieler
- Audrey Wozniak (* 1993), US-amerikanische Violinistin, Musikethnologin und Kulturwissenschaftlerin
- Dagmara Wozniak (* 1988), US-amerikanische Fechterin
- Gernold Wozniak, deutscher Gefäßchirurg
- Grzegorz Woźniak, polnischer Journalist
- Henryk Woźniak (Radsportler) (1946–1994), polnischer Radrennfahrer
- Henryk Maciej Woźniak (* 1957), polnischer Politiker
- Ihor Woźniak, Erzbischof von Lemberg
- Jacek Woźniak, polnischer Maler
- Jerzy Woźniak (Schauspieler) (1939–2015), polnischer Schauspieler
- Jerzy Antoni Woźniak (1938–2014), polnischer Kameramann, Regisseur und Hochschullehrer
- Jerzy Jan Woźniak (1932–2011), polnischer Fußballspieler
- Joachim Wozniak (1937–1953), deutsches Todesopfer an der Sektorengrenze in Berlin
- Józef Woźniak, polnischer Priester
- Katarzyna Woźniak (* 1989), polnische Eisschnellläuferin
- Marina Wozniak (* 1979), deutsche Fußballschiedsrichterin
- Mariola Woźniak (* 1998), polnische Schachspielerin
- Max Wozniak (1926–2023), polnisch-amerikanischer Fußballtorhüter und Fußballtrainer
- Mikołaj Woźniak (* 2010/2011), polnischer Radsportler
- Piotr Woźniak (Politiker) (Piotr Grzegorz Woźniak; * 1956), polnischer Geologe und Politiker
- Piotr Woźniak (Schwimmer) (* 2005), polnischer Schwimmer
- Sławomir Woźniak, polnischer Tänzer
- Steve Wozniak (* 1950), US-amerikanischer Computeringenieur und Unternehmer
- Tadeusz Woźniak (Musiker) (1947–2024), polnischer Musiker, Komponist und Sänger
- Tadeusz Woźniak (Politiker) (* 1960), polnischer Historiker und Politiker
- Taras Wozniak (* 1957), ukrainischer Politikwissenschaftler
- Thomas Wozniak (* 1973), deutscher Historiker
- Zbigniew Woźniak (Soziologe)(1947–2022), polnischer Soziologe
- Zbigniew Woźniak (Maler, 1952) (* 1952), polnischer Maler
- Zbigniew Woźniak (Maler, 1959) (* 1959), polnischer Maler
- Zbigniew Woźniak (Offizier) (* 1960), polnischer Offizier
- Zbigniew Woźniak (Fotograf) (* 1965), polnischer Fotograf